# Вторая Филиппинская Республика
Ассоциация служения Новым Филиппинам
Вторая Филиппинская Республика, официальное название — Республика Филиппины (таг. Republika ng Pilipinas) — государство, образованное на оккупированной Японской империей территории Филиппин. Существовало с 14 октября 1943 по 17 августа 1945 года .

## Японская оккупация
В период Второй мировой войны в декабре 1941 на Филиппинах высадились японские войска. 2 января 1942 они овладели Манилой. 6 мая 1942 капитулировали последние американские части на острове Коррехидор. Япония полностью захватила Филиппины 6 мая 1942, после Сражения за Коррехидор.
В январе 1942 было объявлено о создании гражданского управления, сформированы Консультативный государственный совет и Исполнительная комиссия во главе с Х. Варгасом. Наряду с этим были запрещены все политические партии. 14 октября 1943 была провозглашена формальная независимость Филиппинской республики. Пост президента занял националист Хосе Пасьяно Лаурель.
Фактически власть на архипелаге перешла к японским оккупационным властям, которые приступили к перестройке экономики Филиппин в соответствии с нуждами Японии.

## Возвращение Филиппин под власть США
В феврале 1945 американские войска, совместно с партизанами Сопротивления, освободили Манилу. Последние японские части были разбиты к июлю 1945 (хотя отдельные группы и военнослужащие японской армии отказались сложить оружие и продолжали борьбу).
Заняв Филиппины, американские войска распустили местные органы власти, произвели аресты ряда лидеров правящей партии.
4 июля 1946 была провозглашена независимость Филиппин.